# Sinfrônio Coutinho
Sinfrônio Olímpio César Coutinho (Pernambuco, 1832 — Rio de Janeiro, 1887) foi um médico brasileiro. A ele é atribuído o primeiro registro histórico sobre o desenvolvimento de um fármaco no Brasil: a pilocarpina, extraída das folhas do jaborandi, com atuação sobre os receptores muscarínicos, produzindo efeitos que mimetizam o sistema nervoso parassimpático.
Ingressou na Faculdade de Medicina da Bahia aos 16 anos, formando-se médico em 1853. Segundo relatos, Sinfrônio Coutinho teria tomado conhecimento do jaborandi em expedições ao interior do estado de Pernambuco. No ano de 1873, viajou à Europa, levando consigo folhas de jaborandi, que eram empregadas como diaforético (estimulador da produção de suor) e sialogogo (estimulador da produção de saliva). Ainda na Europa, obteve o título de Doutor pela Faculdade de Medicina de Paris, com a tese intitulada De l'évacuation des fragments calculeux après la lithotricie.
Em 1877, a pilocarpina foi introduzida no tratamento do glaucoma por sua capacidade de reduzir a pressão intraocular. Ainda hoje é um fármaco empregado no controle dessa doença.